# آيت بالحسين (آيت امحند اوموسى آيت داوود)
آيت بالحسين هو دُوَّار يقع بجماعة عين تزيتونت، إقليم شيشاوة، جهة مراكش آسفي في المملكة المغربية. ينتمي الدوّار لمشيخة آيت امحند اوموسى آيت داوود التي تضم 31 دوار. يقدر عدد سكانه بـ 83 نسمة حسب الإحصاء الرسمي للسكان والسكنى لسنة 2004.

## وصلات خارجية
- البوابة الوطنية للجماعات الترابية
- المندوبية السامية للتخطيط